# Polonia ai VI Giochi olimpici invernali
La Polonia partecipò ai VI Giochi olimpici invernali, svoltisi a Oslo, Norvegia, dal 14 al 25 febbraio 1952, con una delegazione di 30 atleti impegnati in quattro discipline.